# Consorcio de Colecciones de Plantas de América del Norte
El Consorcio de Colecciones de Plantas de América del Norte (North American Plant Collections Consortium) (NAPCC), es un grupo de jardines botánicos y arboretum de Norteamérica con la intención de mejorar las colecciones de plantas vivas del continente, y para mejorar las disponibilidades de germoplasma de las plantas. El consorcio está administrado por la American Public Gardens Association (APGA) (Asociación de Jardines Públicos Americanos).
Según la página de internet del consorcio, se marcan tres metas estratégicas:
- Incrementar el número de las colecciones del NAPCC con vistas a representar el mayor número de géneros de plantas ornamentales que se pueda encontrar entre los jardines miembros del APGA;
- Facilitar la coordinación de las colecciones de plantas del NAPCC ; y
- Incrementar los estándares curativos de las plantas medicinales que se albergan en los jardines públicos.

El consorcio tiene la intención de tener representadas en sus colecciones las plantas ornamentales tanto de porte arbóreo como herbáceo, nativas y exóticas. El objetivo principal para cada miembro del consorcio es reunir el grupo de plantas más completo posible dentro de un determinado taxón, recogiendo las plantas de diversas poblaciones que tienen taxonómicamente y genéticamente una procedencia de la gama silvestre de las plantas. Con fecha de marzo del 2006, los miembros del consorcio y sus colecciones son:
- Arboretum de la Universidad Estatal de Arizona
  - Phoenix; 300 taxones, 40+ variedades

- Arnold Arboretum de la Universidad de Harvard
  - Acer; 74 taxones
  - Carya; 16 taxones, 10 spp
  - Fagus; 23 taxones
  - Syringa; 238 taxones, 20 spp
  - Tsuga; 72 taxones, 7 spp

- Jardín Botánico de Chicago
  - Spiraea; 52 taxones

- Cornell Plantations
  - Acer; 98 taxones

- Fullerton Arboretum (California State University)
  - Citrus; 36 accesiones, representando 20 taxones

- Ganna Walska Lotusland
  - Cycas; 170 taxones, incluyendo 9 híbridos, y 16 taxones sin describir

- Green Spring Gardens Park (Provisional)
  - Hamamelis; 13 taxones, incluyendo todos 4 spp

- Henry Foundation for Botanical Research
  - Magnolia; 15 taxones, nativos de EE. UU.

- Highstead Arboretum
  - Kalmia; 82 taxones, 3 spp, 76 cultivares, 4 formas, 2 híbridos

- Jardín Botánico Huntington
  - Camellia; 1,120 taxones

- George Landis Arboretum
  - Quercus del Noreste de los EE. UU.; 14 taxones, 9 spp

- Morton Arboretum
  - Malus; 9 de 10 especies conocidas, además numerosos cultivares
  - Ulmus; 78 taxones, 35 spp, 43 híbridos y cultivares

- Morris Arboretum de la Universidad de Pensilvania
  - Abies; 35 taxones, incluyendo cultivares

- Mt. Cuba Center
  - Hexastylis; 19 taxones, incluyendo 10 spp
  - Trillium; 47 taxones

- Jardín Botánico de Norfolk
  - Camellia; 525 taxones
  - Hydrangaceae; 144 taxones

- North Carolina Arboretum
  - Rhododendron; 15 spp, azaleas nativas

- Polly Hill Arboretum
  - Stewartia; 19 taxones

- Rhododendron Species Foundation and Botanical Garden
  - Rhododendron subsecc. Fortunea; 104 acc, 15 taxones

- Jardín Botánico de San Francisco en el Strybing Arboretum
  - Bosque nublado de Mesoamérica; 550 taxones, principalmente de las montañas tropicales del sur de México y Centroamérica

- Jardín Botánico de Santa Bárbara
  - Dudleya; 52 taxones

- Scott Arboretum del Swarthmore College
  - Ilex; 200 taxones
  - Magnolia; 109 taxones

- Jardín Botánico de Toledo
  - Hosta; 2500 accesiones, 43 spp, 357 cultivares

- United States National Arboretum
  - Buxus; 137 spp y cultivares

- Washington Park Arboretum
  - Ilex; 47 taxones